# Estremera
Estremera est une commune de la communauté de Madrid, en Espagne.